# Laoac
Laoac là một đô thị ở tỉnh Pangasinan, Philippines. Theo điều tra dân số năm 2007, đô thị này có dân số 28.266 người trong 5.449 hộ.

## Barangay
Laoac được chia thành 22 barangay.
- Anisca
- Balligi
- Banuar
- Botique
- Caaringayan
- Domingo Alarcio (Cabilaoan East)
- Cabilaoan West
- Cabulalaan
- Calaoagan
- Calmay
- Casampagaan
- Casanestebanan
- Casantiagoan

| - Inmanduyan - Poblacion (Laoac) - Lebueg - Maraboc - Nanbagatan - Panaga - Talogtog - Turko - Yatyat |